# Unai Biel Lara
Unai Biel Lara (Barcelona, 2002. november 19. ― ) világ- és Európa-bajnok spanyol válogatott vízilabdázó, a CNA Barceloneta játékosa bekk poszton.

## Sportpályafutása
2019-ben ezüstérmet szerzett a spanyol ifjúsági válogatott tagjaként a tbiliszi Európa-bajnokságon, 2021-ben pedig a 6. helyen végzett a junior világbajnokságon. 2022-ben már felnőtt válogatottként világliga-bronzérmet szerzett, egy évvel később pedig világkupa-győzelmet ünnepelhetett. 2024 januárjában Európa-bajnoki címet, alig egy hónappal később pedig világbajnoki bronzérmet szerzett, majd bekerült a spanyol válogatott párizsi olimpiára utazó 13 fős keretébe.

## Eredményei

### Klubcsapattal

#### CNA Barceloneta
- Spanyol bajnokság: Bajnok: 2018-19, 2019-20, 2020-21, 2021-22, 2022-23, 2023-24
- Spanyol kupa: Aranyérmes: 2018, 2019, 2020, 2021, 2022, 2023, 2024

### Válogatottal

#### Korosztályos válogatott
- Ifjúsági Európa-bajnokság: Ezüstérmes: 2019
- Junior világbajnokság: 6. hely: 2021

#### Felnőtt válogatott
- Világliga: Bronzérmes: 2022
- Világkupa: Aranyérmes: 2023
- Európa-bajnokság: Aranyérmes: 2024
- Világbajnokság: 
  - Aranyérmes: 2025
  - Bronzérmes: 2024